# Annaba (tỉnh)
Annaba  (tiếng Ả Rập:  ولاية عنابة ) là một tỉnh ở góc đông bắc của Algérie. Tỉnh lỵ là Annaba, là cảng chính xuất khẩu khoáng sản của Algérie.

## Các đơn vị hành chính
Tỉnh này được chia thành 6 huyện, các huyện lại được chia ra thành 12 đô thị (huyện lỵ mà theo đó huyện được đặt tên được in đậm. Các đơn vị được liệt kê theo thứ tự an pha bê như sau:
- Annaba
- Aïn El Berda
- El Hadjar
- Berrahal
- Chetaïbi
- El Bouni

Các đô thị là:
- Ain Berda
- Annaba
- Barrahel
- Chetaïbi
- Cheurfa
- El Bouni
- El Hadjar
- Eulma
- Oued El Aneb
- Seraïdi
- Sidi Amar
- Treat